# Biduanda thaenia
Biduanda thaenia är en fjärilsart som beskrevs av Druce 1895. Biduanda thaenia ingår i släktet Biduanda och familjen juvelvingar. Inga underarter finns listade i Catalogue of Life.